# 치누크 바람

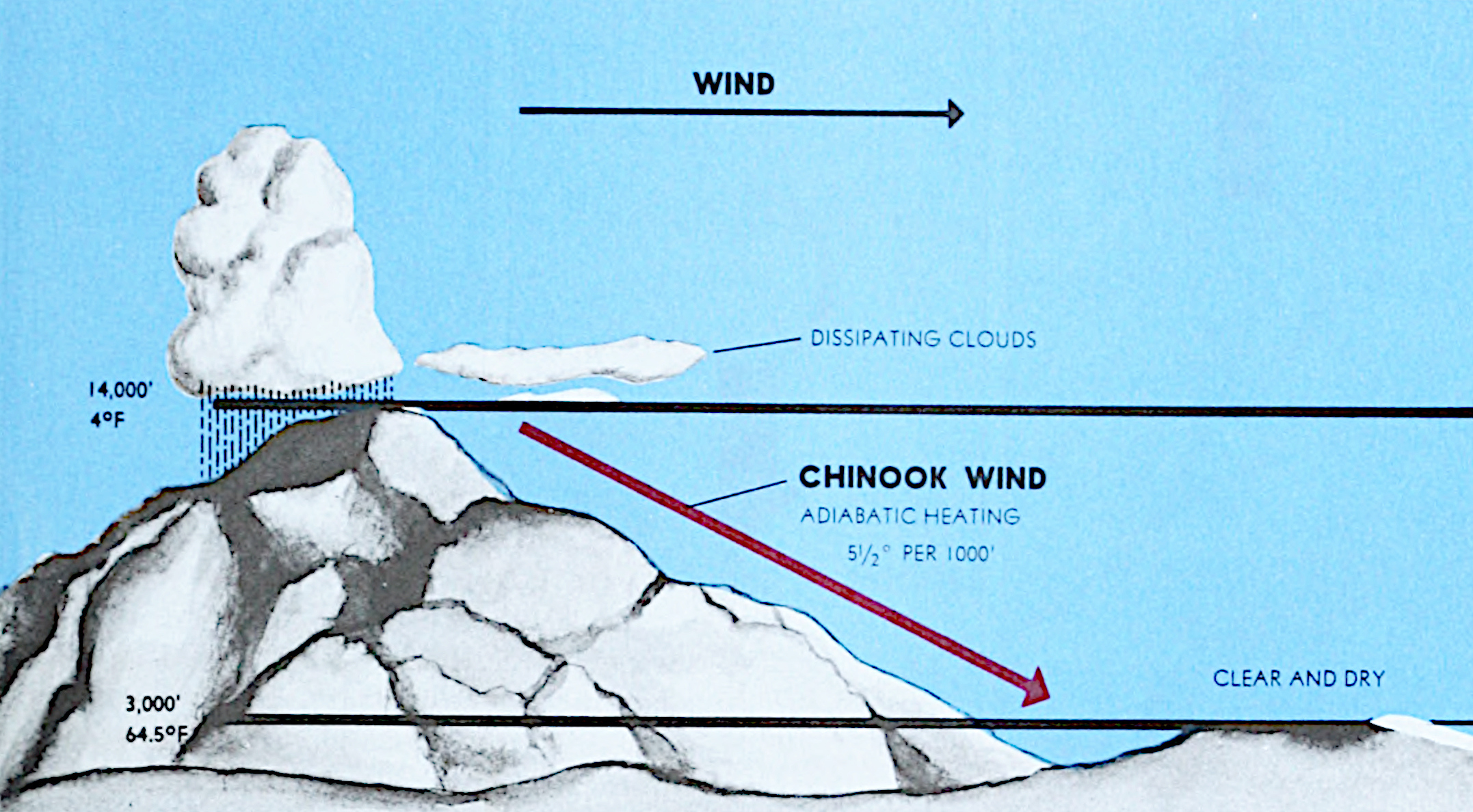
아래로 이동하는 공기의 단열 압축. 이것은 "치누크"라고 하는 따뜻한 푄 현상을 일으킨다.

치누크 바람(영어: Chinook wind)은 북아메리카 서쪽 내륙의 푄 현상을 말한다. 강한 푄 현상은 눈을 30cm 깊이에서 거의 하루 안에 사라지게 할 수 있다. 눈이 부분적으로 녹고 건조한 바람에서 부분적으로 승화된다. 치누크 바람은 겨울 기온을 높이는 것으로 관찰되었다.

## 같이 보기
- 활강풍
- 디아블로 바람